# 于重慶
于重慶（？年—？年），字懌先，號植洲，鎮江府金坛县人。明朝末年政治人物。

## 生平
天啓四年（1624年）甲子科應天府乡试舉人，崇祯四年（1631年）辛未科进士。吏部观政，本年丁外艰，七年授工部都水司主事，改营缮司，修京仓，升员外郎，管夏镇泉闸，十一年升成都府知府，以事被降职，十三年補福建布政司炤磨。歷升山東分巡济南道。

## 著作
著有《研雨斋前后稿》、《思痛紀畧》。